# インディアマン

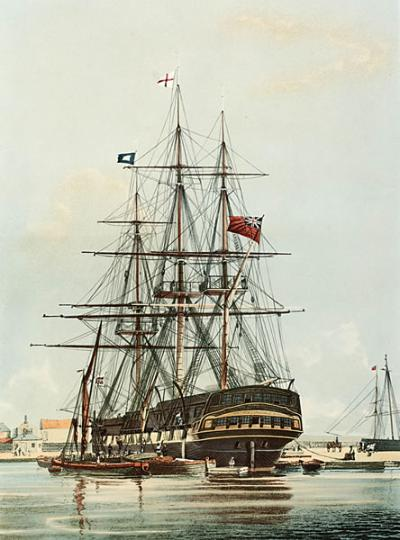
イースト・インディア・ドック・ベイシンに停泊しているインディアマン、レパルス(Repulse、1820年)

インディアマン（英: East Indiaman）は、17世紀から19世紀にヨーロッパ各国の東インド会社において、認可もしくは契約下で運用された貿易船の総称。特にデンマーク東インド会社、オランダ東インド会社、イギリス東インド会社、フランス東インド会社、ポルトガル東インド会社、スウェーデン東インド会社の各東インド会社に所属していた貿易船の呼び名である。
イギリス東インド会社で用いられていた一部のインディアマンは"ティークリッパー"として一般には知られているものもある。
イギリスにおいて、イギリス東インド会社は喜望峰からホーン岬にかけての全ての貿易の独占権を与えられていた。この特権は1600年にエリザベス1世から認可されたもので、18世紀から19世紀初頭にかけて次第に撤廃されてゆき、1834年には完全に失われた。イギリスのインディアマンは主に、イギリス本国と喜望峰、そして主要な目的地であるインドのマドラス、ボンベイ、カルカッタの間を航行した。 また、しばしば中国にも立ち寄ってから、喜望峰やセントヘレナ島を経由してイギリスに戻った。イギリス東インド会社の独占が失われてからは、この種の旧来の形式のインディアマンは売り払われた。そして重武装の必要性が薄れたことからも、より小型で高速のブラックウォール・フリゲートと呼ばれる貿易船に置き換えられた。

## 船の概要と特徴

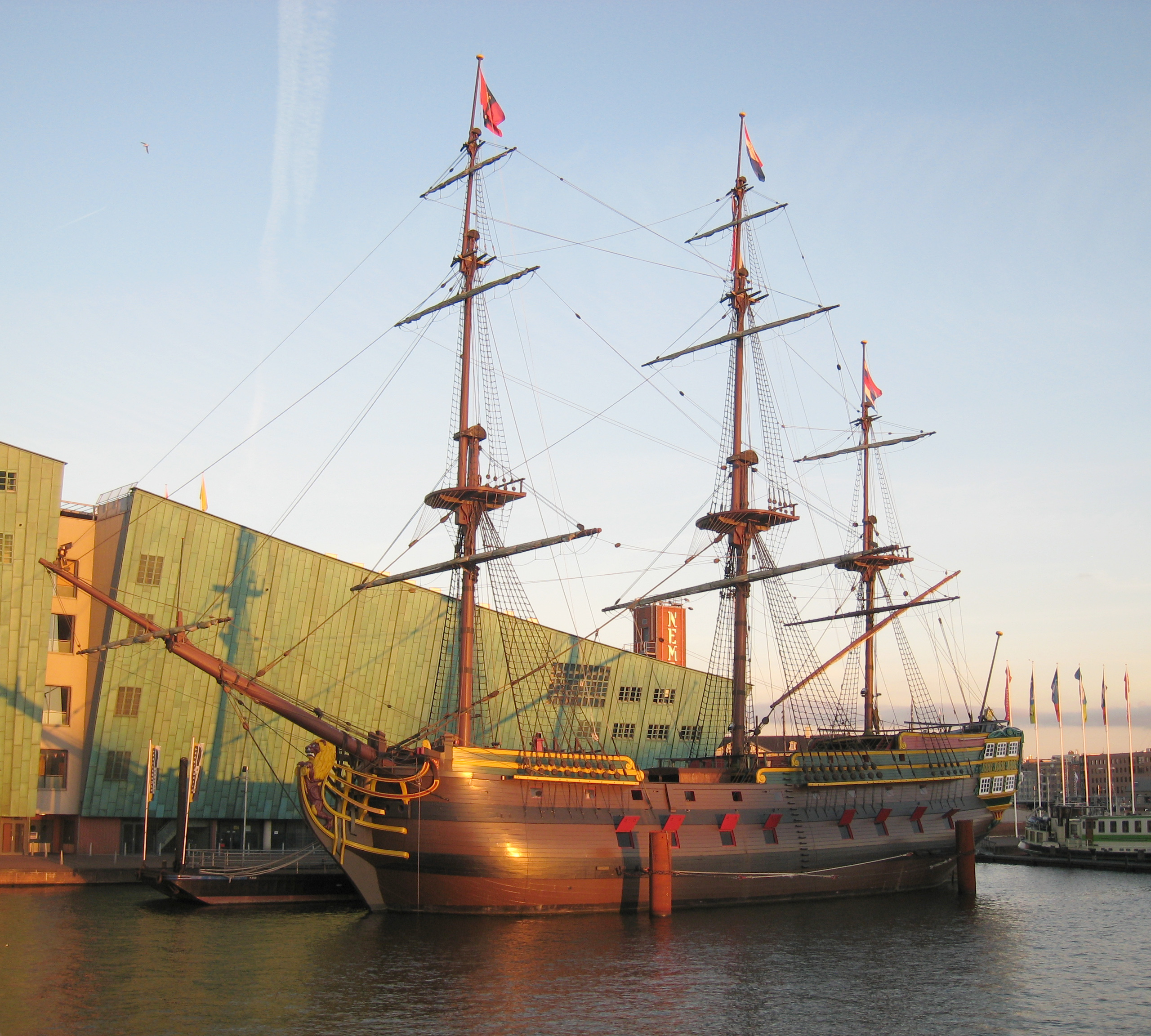
オランダ東インド会社所属のインディアマン、アムステルダム(Amsterdam)の原寸大レプリカ

インディアマンは17世紀から19世紀にデンマーク、オランダ、イギリス、フランス、スウェーデン、ポルトガルなど、ヨーロッパ各国の東インド会社において、運用された船舶の総称である。
インディアマンは乗客貨物両方を乗せ、また海賊から自身を守るために武装していた。当初、インディアマンは帆走のスピードよりも、できる限り多くの荷物を運ぶことを主眼として建造された。東インド会社が独占的にインドや中国との貿易行っていたことが、このデザインの理由だった。重い大砲を備えるためにインディアマンの船体は、大抵の同時期の戦闘艦と同じように、上甲板よりも喫水線のあたりの方が幅広くなっていた。上甲板の大砲をより船の中心線に近づけ、復元力を増す構造となっていたからである。この構造はタンブルホームとして知られている。インディアマンは通常2層の完全な甲板を船首と一段上がった船尾楼甲板の間に備えていた。船尾楼甲板とその下の甲板には窓がはめられた船尾楼があった。そして船尾楼の重さを支えるため、船体のラインは船尾に向けてずんぐりとしていた。この船体ラインの特徴は帆走速度の低下をもたらしたため、インディアマンの貿易船としての欠点となり、重武装する必要性が薄れた後期の船では次第に採用されなくなった。
インディアマンは18世紀後半から19世紀にかけて建造された最大級の商船であり、一般的に1,000トンから1,400トン前後だった。1795年にはデトフォードでアール・オブ・マンズフィールド(Earl of Mansfield)とラッセルズ(Lascelles)という、最も巨大なインディアマン2隻が建造された。英国海軍はこの2隻を購入し、各々ウェイマス(HMS Weymouth)とマドラス(HMS Madras)と名前を変えて56門の4等艦に改造した。船体の全長は約53メートル(175ft)、その内竜骨は44メートル(144ft)、幅は13メートル(43ft)、喫水は5メートル(17ft)で1,426トンを誇った。イギリスではエリザベス1世が1600年に貿易独占権を東インド会社に与え、この独占は1834年まで続いた。この東インド会社は事業範囲をイギリス本国とインドの間の貿易以上に拡大したが、インディアマンとは主に17世紀から19世紀初頭にかけて、その貿易事業で用いられた船を指す。

## フランスとの戦間期

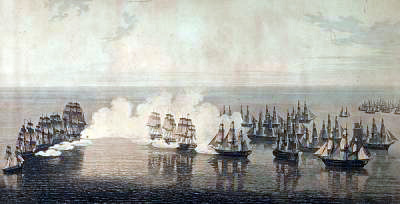
プロ・オーラの海戦、商船団（右）を防衛するインディアマン（中央）とフランスの襲撃艦隊（左）

フランス革命戦争やナポレオン戦争の間、インディアマンはしばしば軍艦に似た塗装を行った。攻撃側は砲門が本物か塗装によって偽装された物なのか判断できず、またインディアマンの中には実際かなりの大きさの大砲を積んだ船もいた。イギリス海軍は何隻かのインディアマンを徴用し、4等艦に改造し(例えば上記のウェイマスやマドラスなど)、鹵獲のために商船を探し求める軍艦を混乱させ続けた。場合によってはインディアマンはフランスの攻撃を跳ね除けることすらあった。これらの中で最も有名な事件は、1804年のナポレオン戦争中にインド洋で発生したプロ・オーラの海戦(en)である。ナサニエル・ダンス代将指揮下のインディアマン16隻と他の商船10数隻の船団は、シャルル＝アレクサンドル・レオン・デュラン・リノワ提督が率いる74門戦列艦1隻とフリゲート2隻、他小型艦2隻からなるフランスの襲撃戦隊を撃退した。

## インド-中国間貿易でのインディアマン

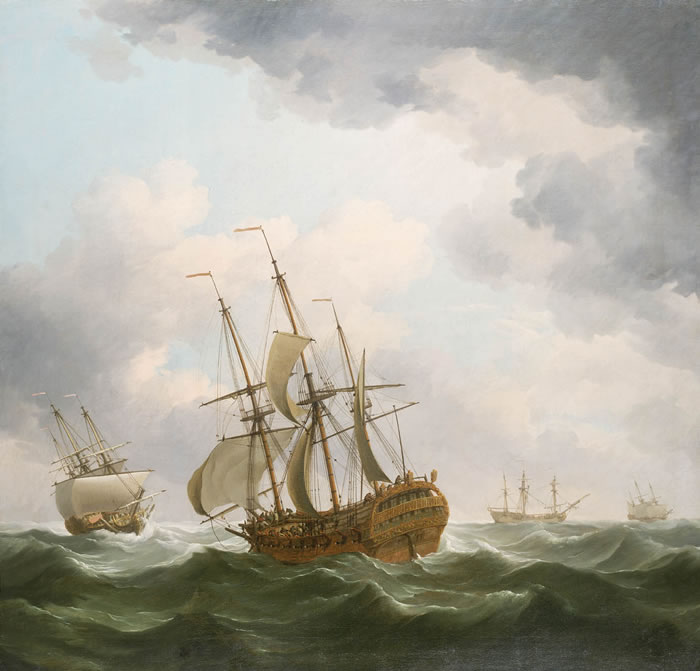
疾風下のインディアマン(チャールズ・ブルッキングによる絵画、1759年)

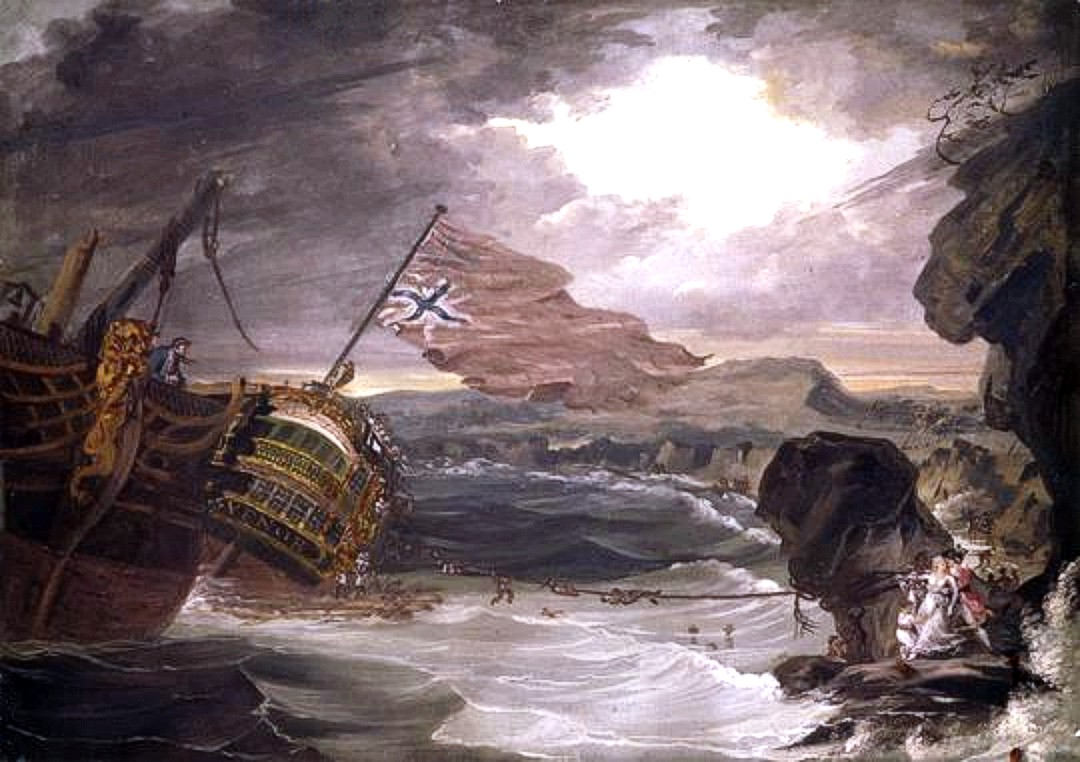
インディアマン、グロスベナー(Grosvenor)の難破(ジョージ・カーターによる絵画)

歴史学者のフェルナン・ブローデルによると、18世紀や19世紀初頭、最良もしくは最大のインディアマンのいくらかはインドで建造されたものだった。これらの船はインドの造船技術を用いて作られ、インド人船員が乗組んでおり、特に船体に使われたインド産のチーク材は付近の海域に適していた。そして中国への航海に使われることが多かった。蒸気船が就航するまで、イギリスの東洋での輸送はこれらのインド製船によって担われていた。ヨーロッパまで航海した船は無く、イギリス本国の港からも締め出されていたが、何百隻ものインド製インディアマンが軍艦等も含む他の船とともにイギリスのために建造された。その中でも1,000トン(bm)、乗員150名のスーラト・キャッスル(Surat Castle、1791年)や、800トン(bm)で乗組員125名のロウジャ・ファミリー(Lowjee Family)、1,300トン(bm)のシャピンダー(Shampinder、1802年)などが有名だった。

## 著名な船

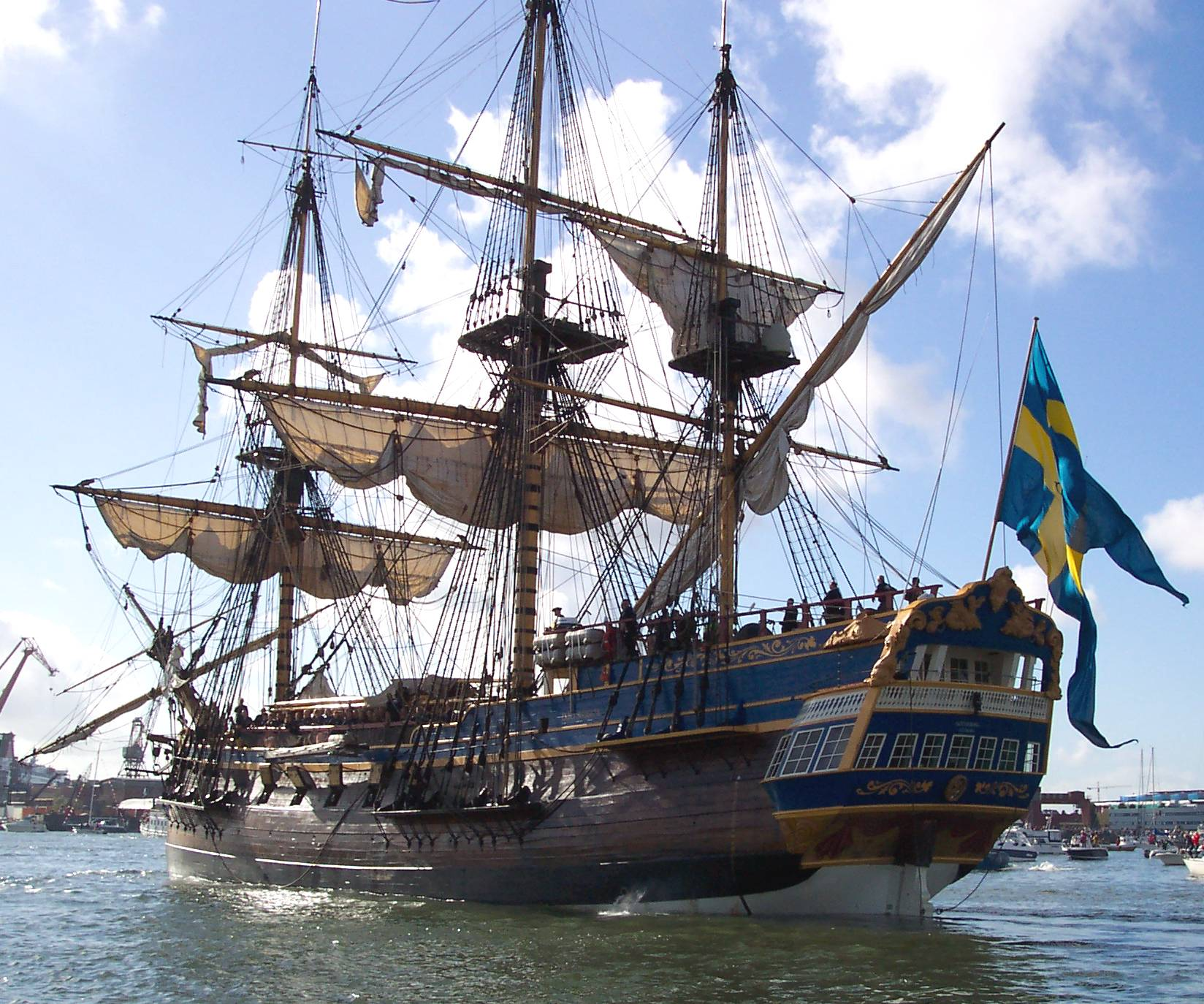
スウェーデン東インド会社のインディアマン、Götheborg(en) の原寸大レプリカ(2005年)

その他の重要なインディアマンとして1,176トン(bm)のウォーレイ(Warley)が挙げられる。この船は1788年にジョン・ペリーによってブラックウォール・ヤードで建造され、1795年にイギリス海軍に購入されてカルカッタ(HMS Calcutta)と改名された。1803年、この船はオースラリアのポート・フィリップへの入植を確立するための輸送に使われた。この輸送は後に僚船のオーシャン(Ocean)によってタスマニア島のホバートのためのものへと移行した。カルカッタ(旧名：ウォーレイ)は1805年にシリー諸島近くでフランス海軍によって鹵獲され、1809年のバスクロードの海戦(en)で座礁しフランス人船員がこの船を放棄したあと、イギリスの切り込み隊によって燃やされた。
また、1,200トン(bm)のアーニストン(Arniston)も有名なインディアマンである。この船もイギリス海軍によって英国本土からセイロンへの部隊輸送として雇用された。1815年、経度を測るためのマリン・クロノメーターの不備と不正確な推測航法によってアガラス岬の近くで難破し372人の犠牲者を出した。

## インディアマンの時代の終焉

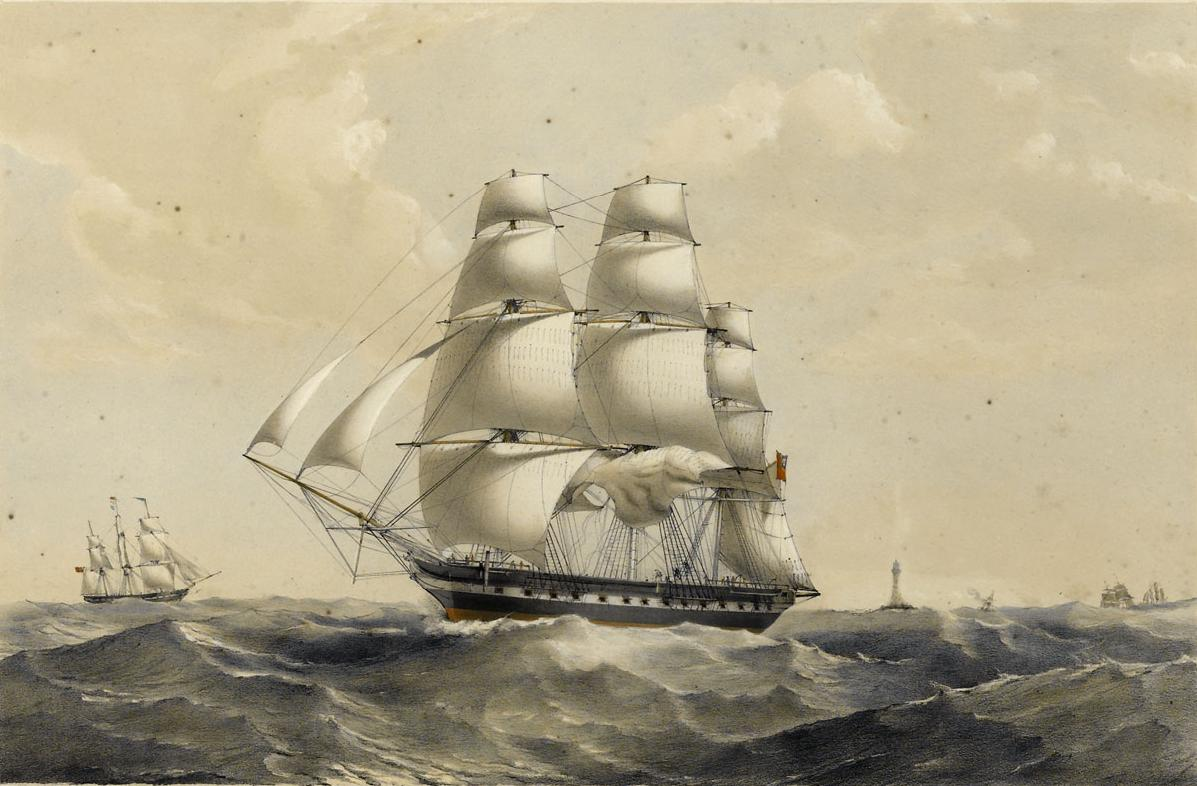
ブラックウォール・フリゲート、マダガスカル(Madagascar)(1837年頃)

次第にイギリス東インド会社の独占が失われてゆくとともに、商業目的ではインディアマンのような強力な武装を施した船は必要とされなくなっていった。そして1830年代後半には、より小型で高速のブラックウォール・フリゲートと呼ばれる船が建造され、インドや中国との帆走貿易の時代の最後を飾った。

## 参照
- 武装商船